# Пројекат Математичка генеалогија
Пројекат Математичка генеалогија (енгл. Mathematics Genealogy Project) јесте база података о докторима математике и њиховим менторима, која на тај начин даје академску генеалогију са релацијом „родитељства” заснованом на менторству дисертација. Године 2007, подаци прате генеалогију преко 110.000 доктора математике широм света и сежу у прошлост све до времена Лајбница. Пројекат Математичка генеалогија и његово веб-сајт одржава професор Хари Кунс на Државном универзитету Северне Дакоте.

## Историја
Хари Кунс, тада професор на Државном универзитету Манкатоа (данас Државни универзитет Минесоте у Манкатоу), први пут је са колегама математичарима разговарао о идеји о бази података о докторатима у математици раних 1990-их година. Већина саговорника је била става да такав пројекат „није математика, није историја математике и не може се спровести”. Међутим, убрзо је дошло време када се математичком заједницом почела ширити употреба интернета и Хари је са супругом Сузан Шилинг дошао до закључка да би мрежа нудила савршен начин за представљање и ширење ових података. У пролеће 1996, Кунс је послао писма на адресе неколико стотина америчких математичких департмана са програмом докторских студија тражећи имена докторанада, називе њихових дисертација и имена ментора, на која је одговорило тек око 25—30% институција, ипак довољно да се започне се пројектом. Септембра 1996, Кунс је поставио први скуп података са 3.500 имена. Јануара следеће године, одржао је предавање о пројекту на Заједничким математичким сусретима у Сан Дијегу.
Кунсов департман је покривао неке од трошкова за студенте који су му помагали у изради пројекта, али је највећи део ипак плаћао из свог џепа. Године 1999, Кунс одлази у пензију и у почетку му је универзитет дозволио да настави да користи канцеларију за рад на пројетку. Међутим, 2002. године администрација је ускратила подршку и Кунс је морао да тражи нови дом за пројекат, који је нашао на Државном универзитету Северне Дакоте који му је, након дужих преговора, понудио положај придруженог професора и канцеларију. Према Кунсу, један од декана у Манкатоу је без увијања тврдио да „пројекат нема никакву академску вредност”. (Након апела на веб-сајту Математичке генеалогије, декан је био „затрпан” протестним писмима.) Кунс је купио рачунар и уселио се, а на новом департману је упознао и Мичела Келера, „одличног залуђеника за рачунаре”, сада на докторским студијама математике на Технолошком институту Џорџије, за којег очекује да ће највероватније преузети одржавање пројекта када он то више не буде у стању.
Један од првих извора које је Кунс користио за изградњу базе података били су Сажеци дисертација, публикација која садржи наслове, сажетке, и од око 1995. имена ментора докторских дисертација одбрањених у Сједињеним Америчким Државама. У разговору за Обавештења Америчког математичког друштва 2007, Кунс се присећа како би „сваког петка око 6 увече покупио око двадесет пет томова Сажетака, отишао у канцеларију и провео викенд уносећи податке из њих”. Важан подстицај пројекат је добио 1999, када је Инситут за истраживања у математичким наукама из Берклија Кунсу понудио једномесечно чланство, током којег је стекао познанства која су била важна за даљи развој, укључујући и директора Института Дејвида Ајзенбада, као и прилику да прошири реч о пројекту. Године 2002, посећује Универзитет у Билефелду, на којем му Улф Реман успоставља пресликан сајт (енгл. mirror site) веб-сајта пројекта и упознаје немачке математичаре који су могли у додавању података у базу података и добија фото-копије спискове нових доктора наука са немачких универзитета објављиване у Саоштењима Немачког математичког друштва.
База је тако непрекидно и незаустављиво расла. Године 2007, база је имала податке о преко 110.000 доктора математике и прима око 900 нових уноса сваког месеца. Кунс нове пријављене докторате проверава тражећи ментора у бази или на веб-сајту MathSciNet (веб-верзији Математичких прегледа Америчког математичког друштва), као и поређењем са Сажецима дисертација за докторанде америчких универзитета. База се стално проширује новим подацима и евентуалним исправкама постојећих.
Пројекат Математичка генеалогија финансијски подржава Клејов математички институт као и бројни појединци личним донацијама (међу којима је највећу, „реда Ферма-Вајлсове теореме”, дао Доналд Кнут са супругом), а Америчко математичко друштво обезбеђује пресликан сајт и простор за представљање на Заједничким математичким сусретима. Чланке о пројекту објавили су, између осталих, Летописи високог образовања и Наука (Science) 1999, Призма 2000. и Обавештења Америчког математичког друштва 2007.